# Mo Ghile Mear
Mo Ghile Mear (en inglés «My Gallant Darling» o en español «Mi Amor Gallardo») es una canción del folclore irlandés referidos a Carlos III de Inglaterra y Escocia, conocido como el "Gentil Príncipe Carlos" y su derrota en la Batalla de Culloden, Escocia en 1746. La canción fue escrita en el siglo XVIII por Seán "Clárach" Mac Domhnaill.
Los bardos irlandeses habían depositado sus esperanzas en Carlos III por ser revolucionario, al huir de la batalla la decepción fue tanto de irlandeses como de escoceses. La exasperación y desesperación que les produjo es retratado en este poema. La voz es de la diosa Eire -la tierra de Irlanda en sí- como una bella doncella que ahora es viuda dado que el Príncipe que ya se encontraba en exilio.

## Análisis de la canción

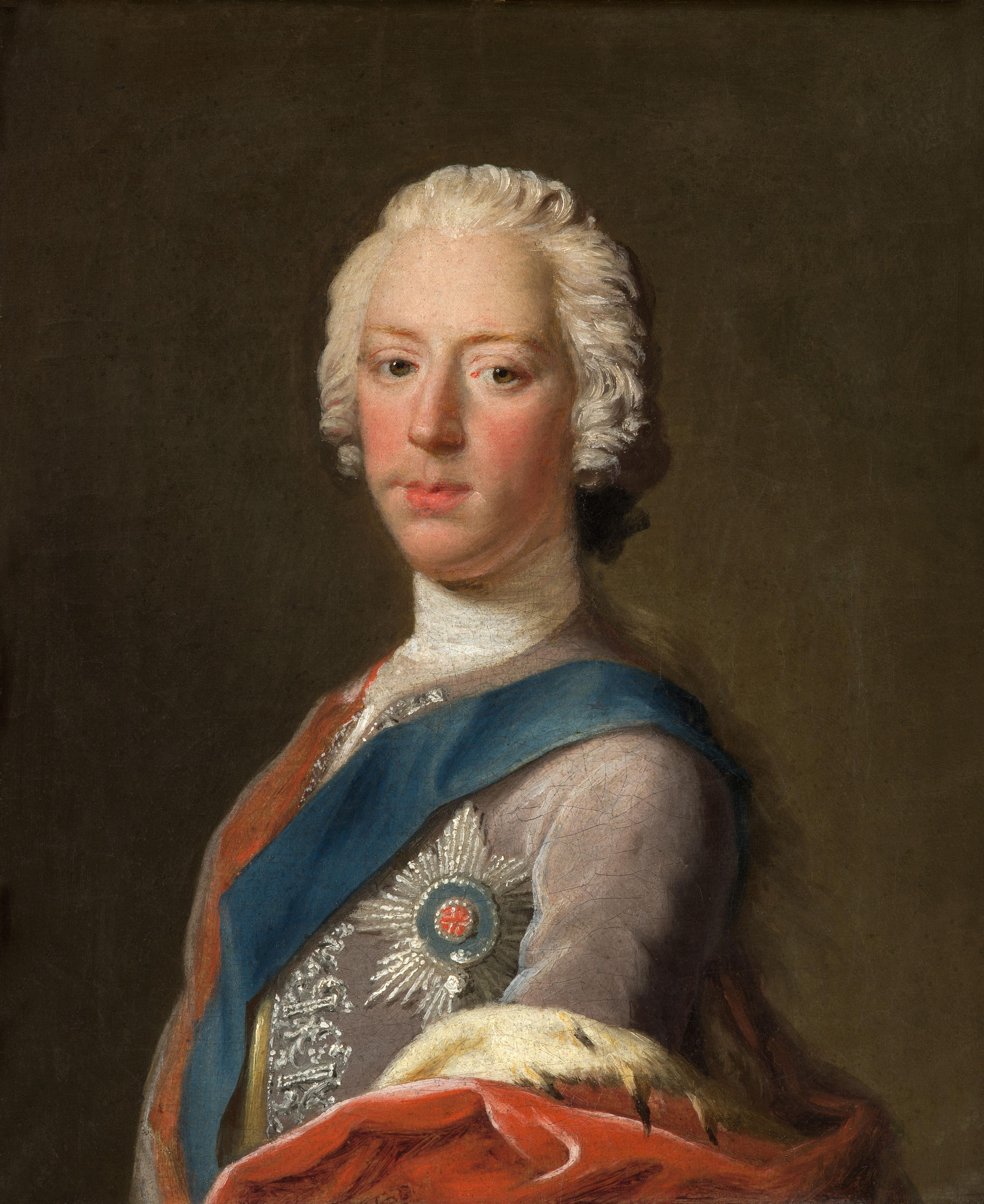
El Príncipe Carlos III Estuardo.

El título provoca una controversia al ser traducido, la palabra "Gile" significa "brillo", "blancura" y es utilizada como una expresión de cariño. Su derivado "A Ghile" se traduciría como "cariño" y "Na Gile" como "genial, brillante o amado". En cuanto a la palabra "Mear" tiene muchos significados: rápido, repentino, vivaz, alegre, vertiginoso, furioso, loco, entre otros como también refiere a los descendientes y la tierra, y se relaciona con la palabra "mearcach" que significa ser tan impetuoso que ya pasa a ser temerario.
La frase "Gile Mear" se refiere al Gentil Príncipe Carlos, que es comparado en la canción con Julio César, Apolo, Lugh y otros héroes clásicos y celtas. En la frase "Is cosúil é le h-Aonghus Óg" señala que es familiar o similar a Angus Óg, un antiguo dios de la juventud y la belleza.
Se especula que la letra trata de señalar por partes, como cuando menciona que los perros que ladran no son escuchados, sobre la creencia celta de que el Príncipe Carlos era el verdadero rey, el descendiente legítimo que traería la productividad y la fertilidad de la tierra. Ello fue reforzado por el hecho de que dos años antes de 1745, la tierra de Escocia sufrió sequías y malas cosechas.

## Letra
| Mo Ghile Mear por Sean Mac Domhnaill en gaélico irlandés | Versión de actual |
| --- | --- |
| Seal da rabhas im' mhaighdean shéimh, 'S anois im' bhaintreach chaite thréith, Mo chéile ag treabhadh na dtonn go tréan De bharr na gcnoc is i n-imigcéin. 'Sé mo laoch, mo Ghile Mear, 'Sé mo Chaesar, Ghile Mear, Suan ná séan ní bhfuaireas féin Ó chuaigh i gcéin mo Ghile Mear. Bímse buan ar buaidhirt gach ló, Ag caoi go cruaidh 's ag tuar na ndeór Mar scaoileadh uaim an buachaill beó 'S ná ríomhtar tuairisc uaidh, mo bhrón. Ní labhrann cuach go suairc ar nóin Is níl guth gadhair i gcoillte cnó, Ná maidin shamhraidh i gcleanntaibh ceoigh Ó d'imthigh uaim an buachaill beó. Marcach uasal uaibhreach óg, Gas gan gruaim is suairce snódh, Glac is luaimneach, luath i ngleo Ag teascadh an tslua 's ag tuargain treon. Seinntear stair ar chlairsigh cheoil 's líontair táinte cárt ar bord Le hinntinn ard gan chaim, gan cheó Chun saoghal is sláinte d' fhagháil dom leómhan. Ghile mear 'sa seal faoi chumha, 's Eire go léir faoi chlócaibh dubha; Suan ná séan ní bhfuaireas féin Ó luaidh i gcéin mo Ghile Mear. | Lá na mara Lá na mara nó rabharta Guth na dtonnta a leanadh Guth na dtonnta a leanfad ó Lá na mara nó lom trá Lá na mara nó rabharta Lá an ghainimh, lom trá Lá an ghainimh (The day of the sea The day of the sea or of the high tides To follow the voice of the waves I would follow the voice of the waves The day of the sea or the ebb tide The day of the sea or of the high tides The day of the sands, the ebb tide The day of the sands) Can you feel the river run? Waves are dancing to the sun Take the tide and face the sea And find a way to follow me Leave the field and leave the fire And find the flame of your desire Set your heart on this far shore And sing your dream to me once more Coro 'Sé mo laoch mo ghile mear 'Sé mo Shéasar, gile mear Suan gan séan ní bhfuair mé féin Ó chuaigh i gcéin mo ghile mear (He is my hero, my dashing darling He is my Caesar, dashing darling Rest or pleasure I did not get Since he went far away, my darling) Now the time has come to leave Keep the flame and still believe Know that love will shine through darkness One bright star to light the wave Coro Amhrán na farraige Ór ar na seolta Amhrán na farraige Ag seoladh na bhfonnta... (Song of the sea Gold on the sails Song of the sea Sending the melodies...) Lift your voice and raise the sail Know that love will never fail Know that I will sing to you Each night as I dream of you Coro Ag seinm na farraige (Playing the sea Playing the sea) Seinn... Play... Coro Gile mear, the wind and sun The sleep is over, dream is done To the west where fire sets To the gile mear, the day begun Coro x2 Ó chuaigh i gcéin mo ghile mear (Since he went far away, my darling) Amhrán na farraige Ór ar na seolta Ag seoladh na bhfonnta (Song of the sea Gold on the sails Sending the melodies) |

## Intérpretes
Es uno de los temas incluidos en el álbum celebración de las cuatro décadas de la banda The Chieftains en el año 2002, cantado junto con Sting. También fue interpretado por el grupo Celtic Woman.